# Nieruchomość
Nieruchomość – jeden z rodzajów rzeczy w rozumieniu prawa cywilnego.

## Pojęcie nieruchomości w polskim systemie prawnym
Ujęcie prawa cywilnego
Zgodnie z art. 46 § 1 Kodeksu cywilnego (k.c.), „nieruchomościami są części powierzchni ziemskiej stanowiące odrębny przedmiot własności (grunty), jak również budynki trwale z gruntem związane lub części takich budynków, jeżeli na mocy przepisów szczególnych stanowią odrębny od gruntu przedmiot własności”. Wyodrębnienie nieruchomości winno się odbyć pod względem prawnym (własnościowym) i fizycznym (w odniesieniu do gruntów – geodezyjnym).
Ujęcie wieczystoksięgowe
W myśl zapisów art. 24 ust. 1 ustawy o księgach wieczystych i hipotece, „nieruchomością jest część powierzchni ziemskiej, dla której urządzono księgę wieczystą”. Fakt utworzenia dla nieruchomości odrębnej księgi wieczystej jest wymogiem formalnym jej wyodrębnienia.
„Księgi wieczyste prowadzi się w celu ustalenia stanu prawnego nieruchomości”. Jednak, w ramach jednej księgi wieczystej mogą być ujawnione działki, które niekoniecznie muszą spełniać warunki określone w przytoczonym powyżej art. 46 § 1 k.c. Podstawą oznaczenia nieruchomości w księdze wieczystej są dane katastru nieruchomości.

## Rodzaje nieruchomości w polskim systemie prawnym
Kodeks cywilny nie definiuje wprost jednego pojęcia nieruchomości, lecz wskazuje na trzy jej rodzaje.
W myśl przytoczonej definicji cywilnoprawnej, nieruchomości dzieli się na:
- nieruchomości gruntowe – „nieruchomościami są części powierzchni ziemskiej stanowiące odrębny przedmiot własności (grunty),...”
- nieruchomości budynkowe – „... budynki trwale z gruntem związane..., jeżeli na mocy przepisów szczególnych stanowią odrębny od gruntu przedmiot własności.”
- części budynków (określane nieruchomościami lokalowymi) – „... części budynków, jeżeli na mocy przepisów szczególnych stanowią odrębny od gruntu przedmiot własności.”

### Nieruchomości gruntowe
Podstawowym rodzajem nieruchomości są nieruchomości gruntowe (grunty), którymi są części powierzchni ziemskiej stanowiące odrębny przedmiot własności. Znajdujące się na nich i trwale z nimi związane budynki, inne urządzenia i rośliny, jak również prawa związane z własnością nieruchomości są częściami składowymi danej nieruchomości gruntowej. Mogą być przedmiotem odrębnej własności jako nieruchomości lokalowe. Paremia łacińska superficies solo cedit oznacza, iż w razie sporu domniemywa się, iż budynek posadowiony przez osobę niebędącą właścicielem na cudzym gruncie należy do właściciela gruntu.
Od zasady tej istnieją wyjątki. Jako osobne od gruntu nieruchomości mogą zostać wyodrębnione budynki (nieruchomość budynkowa) lub części takich budynków (lokale – nieruchomość lokalowa) – w przypadkach i na zasadach określonych w odrębnych przepisach. Wtedy stanowią odrębny od gruntu przedmiot własności. Z nieruchomościami budynkowymi i lokalowymi jest związana przymusowa współwłasność nieruchomości gruntowej, na której są posadowione właściwe budynki. W Polsce występują jedynie wyżej opisane nieruchomości.

#### Rodzaje nieruchomości gruntowych

##### Nieruchomość rolna
Szczególnym rodzajem nieruchomości gruntowej jest nieruchomość rolna. Kodeks cywilny definiuje pojęcie „nieruchomości rolnej”, ale w tym przypadku mamy do czynienia ze sposobem użytkowania nieruchomości, a nie jej rodzajem. To nie rodzaj nieruchomości decyduje o zakwalifikowaniu jej do nieruchomości rolnej, ale sposób jej użytkowania – „które są lub mogą być wykorzystane do prowadzenia działalności rolnej...”. W polskim prawie istnieje kilka definicji nieruchomości rolnych. Najszerzej wykorzystywana jest definicja zawarta w ustawie o podatku rolnym. Również i pojęcie gospodarstwa rolnego jest definiowane w k.c. i w ustawie po podatku rolnym w sposób różny.
Nieruchomość jako taka jest pojęciem szerokim i trudnym do zdefiniowania, stąd takie rozbieżności. Ponieważ w owych aktach definicję określają pewne kryteria, które muszą być spełnione, by mówić o takim lub innym rodzaju nieruchomości i owe kryteria nieco się zmieniają w zależności od tego, do czego służy dana definicja.

##### Nieruchomość leśna
Według Ustawy o lasach z 28 września 1991 roku, nieruchomością leśną jest grunt o zwartej powierzchni co najmniej 0,1 hektara, pokryty roślinnością leśną (uprawami leśnymi): drzewami i krzewami oraz runem leśnym. Nieruchomością leśną jest też grunt przejściowo pozbawiony roślinności leśnej.

### Nieruchomości budynkowe
W polskim ustawodawstwie istnieje pojęcie nieruchomości budynkowej. Dotyczy ono pewnego stanu prawnego (a właściwie tytułu prawnego do gruntu), mianowicie prawa użytkowania wieczystego – prawo to jest prawem celowym, terminowym i odpłatnym i nie znajduje ono swego odpowiednika w ustawodawstwie krajów „starej Unii”. Prawo użytkowania wieczystego dotyczy jedynie gruntu, który jest przedmiotem własności jednostek samorządu terytorialnego lub Skarbu Państwa. Zgodnie z ustawą o gospodarce nieruchomościami nieruchomość zostaje oddana w użytkowanie wieczyste z jednoczesnym obowiązkiem wykupienia przez użytkownika wieczystego znajdujących się na tym gruncie budynków i urządzeń. Stąd owa nieruchomość budynkowa – ponieważ w przypadku nieruchomości oddanej w użytkowanie wieczyste grunt jest w użytkowaniu wieczystym, natomiast budynki i urządzenia, będące jego częścią składową, stanowią własność użytkownika wieczystego. Musi on je wykupić w związku z objęciem gruntu w użytkowanie wieczyste. Mimo odrębnej własności gruntu i budynku nieruchomość posiada jedną księgę wieczystą, a jedynie w dziale drugim tej księgi zamieszcza się informację, że wpisy dotyczą użytkowania wieczystego.
Prawo to zostało wprowadzone pod koniec lat 60. w celu zwiększenia dynamiki rozwoju rynku nieruchomości mieszkalnych (zwiększenia podaży lokali mieszkalnych) głównie wielorodzinnych – poprzez zwiększenie liczby budowanych bloków mieszkalnych.
Podstawowe kwestie prawne użytkowania wieczystego regulują kodeks cywilny oraz ustawa o gospodarce nieruchomościami. Odrębna własność budynków jest prawem związanym z prawem użytkowania wieczystego i nie może trwać po wygaśnięciu tego prawa.

### Nieruchomości lokalowe
Następnym rodzajem nieruchomości są tzw. nieruchomości lokalowe – powstają one na podstawie ustawy o własności lokali. Nieruchomość lokalowa jest lokalem mieszkalnym (lub lokalem o innym przeznaczeniu), który w wyniku wyodrębnienia na zasadach określonych w ww. ustawie przekształca się w tzw. nieruchomość lokalową. By powstała własność nieruchomości lokalowej, niezbędny jest wpis tej własności w księdze wieczystej. Wyodrębnienie wiąże się z koniecznością założenia księgi wieczystej i dokonaniem w niej wpisu własności. Z własnością nieruchomości lokalowej wiąże się tzw. udział w nieruchomości wspólnej, którą stanowią grunt i części budynku służące wszystkim właścicielom lokali. Współwłasność ta jest współwłasnością w częściach ułamkowych i jednocześnie przymusową, nie można żądać jej zniesienia, póki trwa odrębna własność lokali. Do lokali mogą przynależeć pomieszczenia przynależne (komórki, strychy, garaże), choćby nie przylegały do budynku, ale muszą być umiejscowione na nieruchomości, której część składową stanowi budynek, z którego wyodrębniono ów lokal.

### Nieruchomości piętra w Kodeksie Napoleona
Kodeks Napoleona poza nieruchomościami gruntowymi wyróżniał również odrębną własność pięter budynku. Na mocy przepisów intertemporalnych własność takich nieruchomości pozostała zachowana. Mogą więc na jego podstawie istnieć do dziś niepodzielone nieruchomości piętra, ale jedynie w odniesieniu do nieruchomości, które zostały wzniesione przed rokiem 1947, kiedy Kodeks Napoleona ostatecznie przestał obowiązywać na terytorium Rzeczpospolitej Polskiej.

## Nabycie nieruchomości
Umowa sprzedaży nieruchomości (w przeciwieństwie do ruchomości albo zwierząt) wymaga zachowania formy aktu notarialnego pod rygorem nieważności. Zgodnie z ustawą o nabywaniu nieruchomości przez cudzoziemców zakup nieruchomości w Polsce przez cudzoziemców może nastąpić wyłącznie za zezwoleniem ministra właściwego do spraw wewnętrznych. Nie dotyczy to jednak m.in. zakupu mieszkań. 
Przy zakupie nieruchomości obowiązują dwa rodzaje umów cywilnoprawnych: przedwstępna oraz sprzedaży-zakupu. Druga z nich musi zostać poświadczona aktem notarialnym, co zostało wspomniane wyżej. Od zakupu mieszkania obowiązuje zapłata podatku do Skarbu Państwa. Podatek ten wynosi 23% i jest pobierany od taksy notarialnej. Ponadto należy zapłacić również podatek od czynności cywilnoprawnych – 2% wartości mieszkania oraz opłatę sądową za wpis do księgi wieczystej.  W Polsce najwięcej nieruchomości znajduje się na rynku wtórnym.